# Takuro Nishimura
Takuro Nishimura (jap. 西村 卓朗 Nishimura Takuro; ur. 15 sierpnia 1977) – japoński piłkarz występujący na pozycji obrońcy.

## Kariera klubowa
Od 2001 do 2011 roku występował w klubach Urawa Reds, Omiya Ardija, Portland Timbers, Crystal Palace Baltimore i Consadole Sapporo.